# Idotea rufescens
Idotea rufescens là một loài chân đều trong họ Idoteidae. Loài này được Fee miêu tả khoa học năm 1926.